# شون كراوفورد
شون كراوفورد (بالإنجليزية: Shawn Crawford) مواليد 14 يناير 1978 في كارولاينا الجنوبية، الولايات المتحدة، هو عداء أمريكي متخصص في سباق 100 متر. شارك في دورة الألعاب الأولمبية وحصل على الميدالية الذهبية والميدالية الفضية.

## الميداليات
| الميدالية | المسابقة                                      |
| --------- | --------------------------------------------- |
| ذهبية     | ألعاب القوى في الألعاب الأولمبية الصيفية 2004 |
| فضية      | ألعاب القوى في الألعاب الأولمبية الصيفية 2004 |
| فضية      | ألعاب القوى في الألعاب الأولمبية الصيفية 2008 |
| برونزية   | بطولة العالم لألعاب القوى 2001                |
| ذهبية     | بطولة العالم لألعاب القوى داخل الصالات 2001   |
| فضية      | بطولة العالم لألعاب القوى داخل الصالات 2004   |

## روابط خارجية
- شون كراوفورد على موقع الاتحاد الدولي لألعاب القوى (الإنجليزية)
- شون كراوفورد على موقع الاتحاد الأمريكي لسباقات المضمار والميدان (الإنجليزية)
- شون كراوفورد على موقع الدوري الماسي (الإنجليزية)
- شون كراوفورد على موقع اللجنة الأولمبية الدولية (الإنجليزية)
- شون كراوفورد على موقع أوليمبيديا (الإنجليزية)
- شون كراوفورد على موقع اللجنة الأولمبية والبارالمبية الأمريكية (الإنجليزية)